# Szafik al-Wazzan
Szafik Adib al-Wazzan (ur. 1925 w Bejrucie, zm. 8 lipca 1999) – polityk libański, premier Libanu w latach 1980–1984.

## Życiorys
Był muzułmaninem sunnitą. Studiował na wydziale prawa Uniwersytetu Św. Józefa w Bejrucie, po ukończeniu w 1947 roku studiów prowadził praktykę adwokacką. W latach 50. XX wieku wchodził w skład kierownictwa partii Organizacja Narodowa. W 1968 roku został wybrany do parlamentu. Od stycznia do października 1969 roku pełnił funkcję ministra sprawiedliwości w rządzie Raszida Karamiego. Od 1973 roku był przewodniczącym Najwyższej Rady Islamskiej, zrzeszającej liderów sunnickich Libanu.
Po wielotygodniowym kryzysie rządowym 25 października 1980 roku został desygnowany na stanowisko premiera przez prezydenta Eliasa Sarkisa. Pełnił równocześnie funkcję ministra spraw wewnętrznych. W 1982 roku doprowadził do wycofania się z Libanu partyzantki palestyńskiej; rok później bez powodzenia negocjował wycofanie z Libanu sił izraelskich.
W kwietniu 1984 roku na stanowisku premiera został zastąpiony przez Karamiego. W grudniu 1991 roku przeżył zamach bombowy w Bejrucie.